# Herodianos
Os Herodianos eram um seita ou partido mencionado no Novo Testamento como tendo, por duas vezes, manifestado oposição a Jesus, primeiro na Galileia e depois em Jerusalém. 
Em todas estas ocasiões, os herodianos são citados juntamente com os fariseus. Em Marcos 3:6, os fariseus começam a conspirar contra Jesus por causa de suas ações num sabá e atraíram os herodianos para a o complô. Em Marcos 8:15, Jesus reconheceu que a aliança entre estes era uma ameaça. Em Marcos 12:13, fariseus e herodianos, depois de enviarem uma delegação para investigar e desafiar o que Jesus estava ensinando em Jerusalém, elogiam-no em conjunto por sua honestidade e imparcialidade antes de perguntar-lhe sobre os impostos pagos aos romanos. Eles são citados ainda em Mateus 22:16, Lucas 13:31–32 e Atos 4:27.
Segundo alguns estudiosos, os mensageiros e soldados de Herodes Antipas eram os herodianos. Outros defendem que eles eram provavelmente um partido político público que se distinguia dos outros dois grandes partidos do judaísmo pós-exílio (os fariseus e os saduceus) por terem se aliado a Herodes, o Grande e sua dinastia.
É possível que, para conseguir aliados, o partido herodiano possa ter propalado a ideia de que a consolidação de uma dinastia herodiana seria favorável ao objetivo de implantar uma teocracia, o que pode ser a explicação para a alegação de Pseudo-Tertuliano (Adversis Omnes Haereses 1.1) de que os herodianos consideravam o próprio Herodes como o Messias. 